# Siamesisch-Birmanischer Krieg 1759–1760
Der Siamesisch-Birmanische Krieg 1759–1760 (thailändisch สงครามพระเจ้าอลองพญา, Songkhram Phrachao Alongphaya, „König Alaungpayas Krieg“) war eine militärische Auseinandersetzung zwischen dem Birma der Konbaung-Dynastie unter König Alaungpaya und dem Königreich Ayutthaya unter Ekathat.

## Vorgeschichte
Die Taungu-Dynastie, die von Ava aus regierte, verlor ihre Kontrolle über Birma Mitte des 18. Jahrhunderts und ihr Machtbereich zerfiel in viele Kleinstaaten. Die Mon erklärten 1740 ihr Königreich Pegu wieder unabhängig, eroberten Ava 1752, nahmen den letzten Taungu-König gefangen und töteten ihn schließlich. Dem lokalen Fürsten Alaungpaya von Moksobo (Shwebo) in Oberbirma gelang es bis 1757, die wichtigsten Kleinreiche, wie Yangon und Pegu, zu erobern und so Birma wieder vereinigen. Er begründete die Konbaung-Dynastie und gilt als größter Militärführer in der Geschichte Birmas.
1759 entstand ein Aufstand in Negrais und Alaungpaya verdächtigte Ayutthaya, hierbei im Hintergrund eine Rolle gespielt zu haben. Zudem waren Führer der Mon nach der Annexion ihrer Hauptstadt durch Alaungpaya nach Ayutthaya geflohen. Von dort aus bereiteten sie, möglicherweise mit Unterstützung des siamesischen Königs, ihre Rückkehr und Wiedererrichtung ihres Reiches vor. Alaungpaya, der zwar ein legendärer Kriegsherr, aber als Staatsführer völlig unerfahren war, befürchtete wahrscheinlich, dass es in Friedenszeiten zu Unabhängigkeitsbestrebungen in seinem gerade erst zusammengefügten Reich kommen könnte. Solange Krieg herrschte, konnte er sich dagegen darauf verlassen, dass seine Vasallenstaaten geschlossen hinter seiner charismatischen Herrschaft standen.
Ein weiterer Kriegsgrund war der Mangel an Arbeitskräften. Nach fast zwanzig Jahren Krieg der einzelnen birmanischen Herrschaften untereinander („Birmanischer Bürgerkrieg“) war das Land weitgehend entvölkert. Im ohnehin dünn besiedelten Südostasien der Vormoderne war das Kriegsziel üblicherweise nicht die Eroberung von Territorien (die man mangels entwickelten Verwaltungswesens gar nicht dauerhaft kontrollieren konnte), sondern die Gefangennahme von Arbeitskräften, die dann in den eigenen Machtbereich verschleppt wurden. Alaungpaya hoffte daher vermutlich, die Arbeitsbasis in seinem Reich mit „erbeuteten“ siamesischen Untertanen aufzustocken.

## Verlauf
Zunächst gingen 20.000 Siamesen auf die Tenasserim-Halbinsel, um die wichtige Hafenstadt Tavoy einzunehmen. Sie wurden zurückgeschlagen, und Alaungpaya nutzte die Gelegenheit, gegen Ayutthaya direkt vorzugehen. Im April 1760 marschierte er mit seiner Streitmacht gegen Ayutthaya und belagerte die Hauptstadt. Gemäß der Chroniken von Ayutthaya brachten die Burmesen ihre großen Kanonen in Stellung und feuerten auf die „Heilige Metropolis“, zerstörten dabei Gebäude und töteten Menschen. Eines Abends zogen sie sich bis zum Wat Phu Khao Thong zurück. Am folgenden Morgen – dem ersten Tag des zunehmenden Mondes im sechsten Monat im Jahr des Drachen – positionierten sie ihre Kanonen und feuerten während des ganzen Tages und der folgenden Nacht auf den „Heiligen Königlichen Palast“ (Wang Luang). Am Morgen des zweiten Tages zogen sich die Burmesen plötzlich nach Norden zurück, denn König Alaungpaya hatte selbst eine der großen Kanonen abgefeuert, die jedoch explodierte und den König so schwer verletzte, dass er noch während des Rückzugs im Alter von 46 Jahren verstarb.

## Folgen
Die Birmanen hatten erkannt, dass die Militärmacht von Ayutthaya relativ schwach war, und sannen deshalb in der Folge auf die vollständige Eroberung des alten Gegners. Bereits 1763 begann die nächste birmanische Invasion in Siam (Siamesisch-Birmanischer Krieg 1764–1769).